# Saryiádha
Saryiádha (Sargiada) är en ort i Grekland.   Den ligger i prefekturen Nomós Aitolías kai Akarnanías och regionen Västra Grekland, i den centrala delen av landet, 220 km väster om huvudstaden Aten. Saryiádha ligger 415 meter över havet och antalet invånare är 162. Den ligger vid sjön Technití Límni Kastrakíou.
Terrängen runt Saryiádha är kuperad, och sluttar västerut. Runt Saryiádha är det tätbefolkat, med 266 invånare per kvadratkilometer. Närmaste större samhälle är Agrínio, 16,4 km söder om Saryiádha. I omgivningarna runt Saryiádha växer i huvudsak blandskog.